# Персье, Шарль
Шарль Персье́ (фр. Charles Percier; 22 августа 1764, Париж — 5 сентября 1838, Париж) — французский архитектор-неоклассицист, живописец, рисовальщик-орнаменталист и декоратор архитектурного интерьера, педагог. Вместе со своим сокурсником Пьером Фонтеном считается создателем французского стиля ампир. Два архитектора работали совместно и различить вклад того и другого в большинстве случаев затруднительно.

## Биография

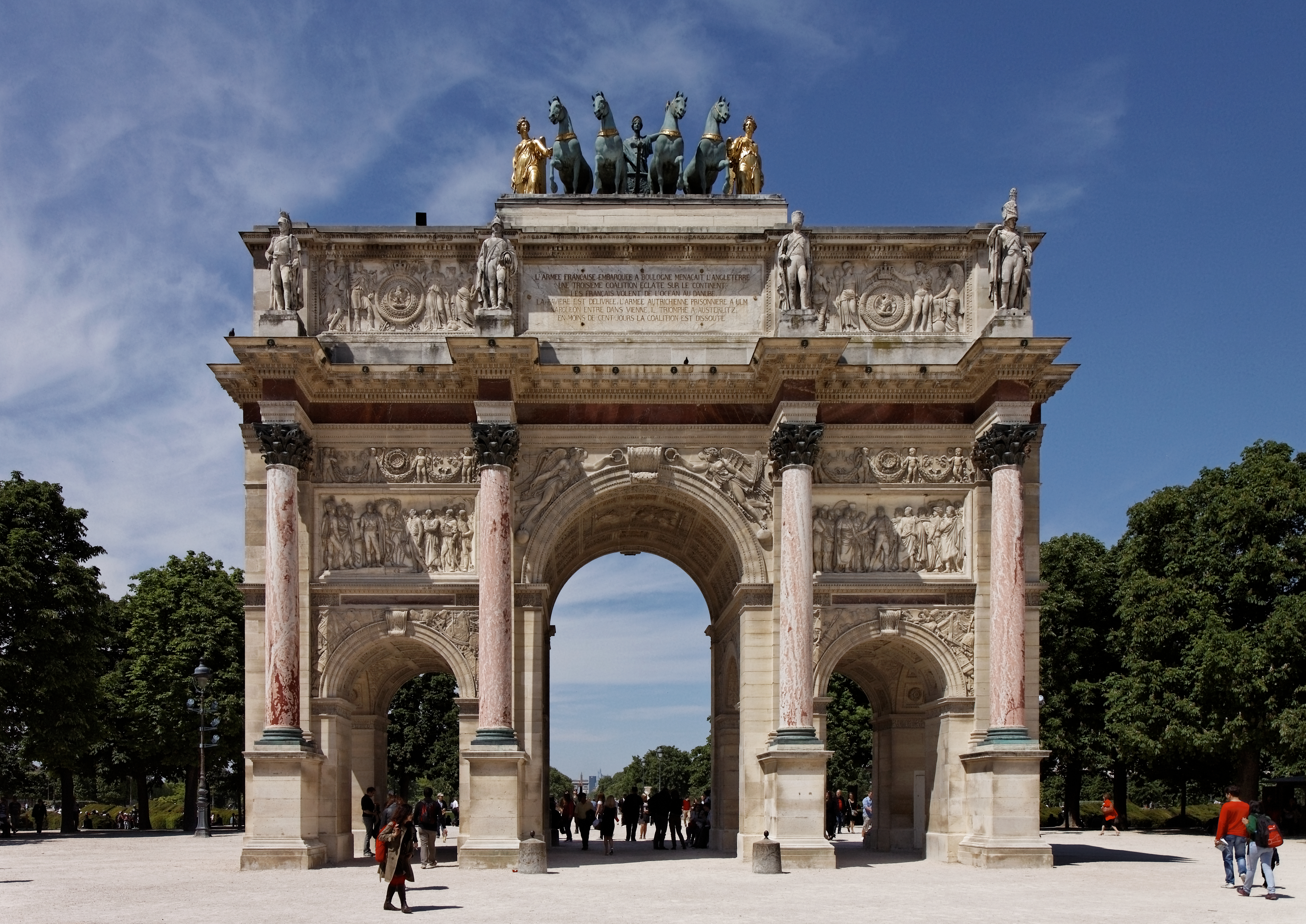
Триумфальная арка на площади Каррузель в Париже. 1806—1808

Шарль Персье учился архитектуре в Париже, вместе с Пьером Фонтеном, в архитектурной мастерской Антуана-Жозефа Пейра, младшего брата М.-Ж. Пейра. В 1784 году, в возрасте девятнадцати лет, он выиграл Римскую премию Академии архитектуры и уехал в Италию. В 1753 году стал пенсионером Французской академии в Риме. В Вечном городе Персье изучал древнеримскую архитектуру, принимал участие в восстановлении Колонны Траяна. Там же он снова встретился с П. Фонтеном.
Одним из первых результатов их сотрудничества стал альбом проектов «Дворцы, дома и другие современные здания, спроектированные в Риме» (Palais, maisons et autres édifices modernes dessinés à Rome, 1798), который привлек внимание их будущих заказчиков. По возвращении в Париж к концу первой фазы французской революции (Фонтен вернулся в апреле 1790 года, Персье — осенью 1790 года), с осени 1792 года, Шарль Персье руководил оформлением здания Парижской Оперы. Пьер Фонтен, вернувшись из Лондонa (куда он эмигрировал, опасаясь последствий французскoй революции), работал вместе с Персье и Шарлем-Луи Бернье до 1796 года.
В 1794—1814 Шарль Персье совместно с Фонтеном стал одним из создателей стиля ампир, или «стиля Империи», отличающегося особой торжественностью и парадностью дворцовой архитектуры и интерьеров, ориентированных не на античную Грецию, а на культуру императорского Рима. Наполеон Бонапарт, восторгаясь пышностью и помпезностью их проектов, назвал Персье и Фонтена своими личными архитекторами, оставил у себя на службе и никогда не колебался в своем выборе. Персье и Фонтен работали над императорскими проектами почти до самого конца пребывания Наполеона у власти. Их отношения нарушились только после ссылки Наполеона на остров Эльбу. После реставрации Бурбонов в 1814 году архитекторы обнаружили, что их бывшая связь с Империей стала препятствовать получению новых заказов.
Поэтому Шарль Персье, подобно ряду художников, поневоле вовлечённых в «стиль Империи», отошёл от проектирования и обратился орнаментальному искусству и к преподаванию, в то время как Пьер Фонтен продолжал строительную деятельность вплоть до начала Второй Империи. Персье открыл свою студию в Школе изящных искусств и за двадцать два года преподавания ученики его мастерской завоевали восемнадцать Римских премий.
В 1811 году Шарль Персье был избран в объединённую Академию искусств (по отделению архитектура), на кафедру V (которую ранее занимали Шарль де Вайи и Жан-Франсуа Шальгрен).
Шарль Персье скончался 5 сентября 1838 года в Париже; похоронен на кладбище Пер-Лашез, где его товарищ Пьер Фонтен спроектировал гробницу в характерном для них обоих ампирном стиле. После смерти Фонтена в 1853 году его, в соответствии с его пожеланиями, поместили в ту же гробницу.

## Творчество
Шарль Персье совместно с Фонтеном создал ряд торжественно-монументальных сооружений. Между 1802 и 1812 годами они работали над Луврским дворцом, чтобы позволить императору находиться в самом сердце Парижа, поскольку бывший королевский замок в Версаль Версале стал непригодным для проживания после революционных событий. Персье и Фонтен преобразовали интерьеры дворца Тюильри, напротив Лувра (сгорел во время Парижской коммуны, затем, в 1883 году был окончательно снесён). Архитекторы перестроили северное крыло двора Тюильри. На площади Каррузель между дворцом Тюильри и Лувром Персье и Фонтен возвели трёхпролётную Триумфальную арку (1806—1808) по образцу триумфальной Арки императора Константина в Риме. Сооружение, построенное в честь победы Наполеона в битве под Аустерлицем, высотой 19 метров венчала квадрига святого Марка, вывезенная в 1797 году по распоряжению Наполеона из Венеции.
Персье и Фонтеном создано одно из крыльев Луврского дворца — Павильон Маршан (Pavillon Marsan). Персье принимал участие в восстановлении Компьенского дворца, создании интерьеров Мальмезона для императрицы Жозефины, Шато-де-Монгобер для сестры императора Полины Бонапарт, замка Сен-Клу и дворца Фонтенбло. Персье также занимался проектированием мебели, убранства интерьера, оформлением торжеств и празднеств.
Персье и Фонтен продумывали каждую деталь дворцовых и жилых интерьеров: парадные кровати и другую мебель, настенные светильники и подсвечники, люстры, ковры, ткани и обои. Персье создавал проекты для Севрская фарфоровая мануфактура фарфоровой мануфактуры Севра: в 1814 году проекты Персье были адаптированы к производству Александром Броньяром, директором мануфактуры. Большая ваза по рисунку Персье высотой 137 см, известная как «Ваза Лондондерри», была подарена Людовиком XVIII маркизу Лондондерри незадолго до Венского конгресса. Персье и Фонтен опубликовали несколько альбомов своих гравированных проектов, в частности («Сборник проектов декораций интерьера: всего, что связано с меблировкой» (Recueil de decoration intérieure conceptant tout ce qui rapporte à l’ameublement, 1812). Эти гравюры способствовали распространению стиля французского ампира за пределы Империи.
Среди учеников Шарля Персье были:
- Огюст Монферран, строитель Исаакиевского собора в Санкт-Петербурге;
- Луи Висконти, разработчик проекта надгробного памятника Наполеону І и один из архитекторов, создавших проект строительства Французской национальной библиотеки;
- Мартен-Пьер Готье;
- Хеч, Густав Фридрих фон (1788—1864) — датский скульптор;
- Жак Иньяс Гитторф — французский скульптор немецкого происхождения.

Персье создал рисунки некоторых банкнот Банка Франции (500 и 1000 франков типа «Жерминаль»).

## Шарль Персье и «русский ампир»
На следующий день после взятия Парижа 31 марта (12 апреля) 1814 года, российский император Александр I во главе союзных войск триумфально вступил в столицу Франции. Но ещё до этого события архитекторы Персье и Фонтен, безусловно с одобрения Наполеона, желавшего в то время сближения с Россией, через посредство французского посла Коленкура снабжали императора Александра альбомами, «содержавшими изображения всего замечательного, что строилось в Париже» (тринадцать таких альбомов находились в Зимнем дворце в Санкт-Петербурге, ныне хранятся в библиотеке Государственного Эрмитажа). Эта художественная корреспонденция, прерванная войной, возобновилась в 1814 году при встрече российского императора с П. Фонтеном во дворце Тюильри, и последний альбом был вручён ему в 1815 году. Во Франции эти альбомы были изданы только в 1892 году.
Персье и Фонтен просились на русскую службу, но император Александр предпочёл тогда никому не известного рисовальщика и архитектора Огюста Рикара де Монферрана, который в апреле 1814 года преподнёс монарху свой «Альбом разных архитектурных проектов, посвящённых Его Величеству Императору Всероссийскому Александру I».
«Русский ампир» (условное название) во многом отличен от французского стиля Империи, однако известно, что российские архитекторы, работавшие в Санкт-Петербурге, внимательно изучали, а иногда и непосредственно использовали образцы французских архитекторов, в частности это делал Карл Росси в архитектурном декоре и в проектах мебели для Михайловского дворца, созданной в петербургских мастерских В. И. Бобкова и И. И. Баумана.
Тем не менее, в России творчество Персье и Фонтена чаще оценивали критично, и не только по политическим и историко-культурным мотивам. Так И. Э. Грабарь писал, что Персье и Фонтен были слабыми архитекторами, «сухими, педантичными и эклектичными декораторами». Грабарь иронично называл их «удачливыми компиляторами… довольно надоедливыми, скучными и даже не слишком изобретательными в своих орнаментальных разводах».

## Публикации Персье и Фонтена
- Дворцы, дома и другие современные здания спроектированы в Риме (Palais, maisons et autres édifices modernes dessinés à Rome, 1798);
- Сборник проектов декораций интерьера: всего, что связано с меблировкой, со знаменитыми линеарными гравюрами, которые распространили свой стиль за пределы ампира и повлияли на стиль Регентства (Recueil de décoration intérieure concernant tout ce qui a rapport à l’ameublement, avec les fameuses gravures au trait qui diffusèrent leur style au-delà de l’Empire, et influencèrent le style Regency, 1801—1812);
- Описание церемоний и празднеств, имевших место по случаю бракосочетания Наполеона I с эрцгерцогиней Марией-Луизой (Description des cérémonies et des fêtes qui ont eu lieu pour le mariage de Napoléon Ier avec l’archiduchesse Marie-Louise, 1811);
- Шарль Персье и Пьер Фонтен, Выбор самых известных домов удовольствий в Риме и его окрестностях , Charles Percier et Pierre Fontaine, Choix des plus célèbres maisons de plaisance de Rome et de ses environs, 1809);
- Резиденции государей Франции, Германии, России и другие (Résidences des souverains de France, d’Allemagne, de Russie, etc., 1833)

## Галерея

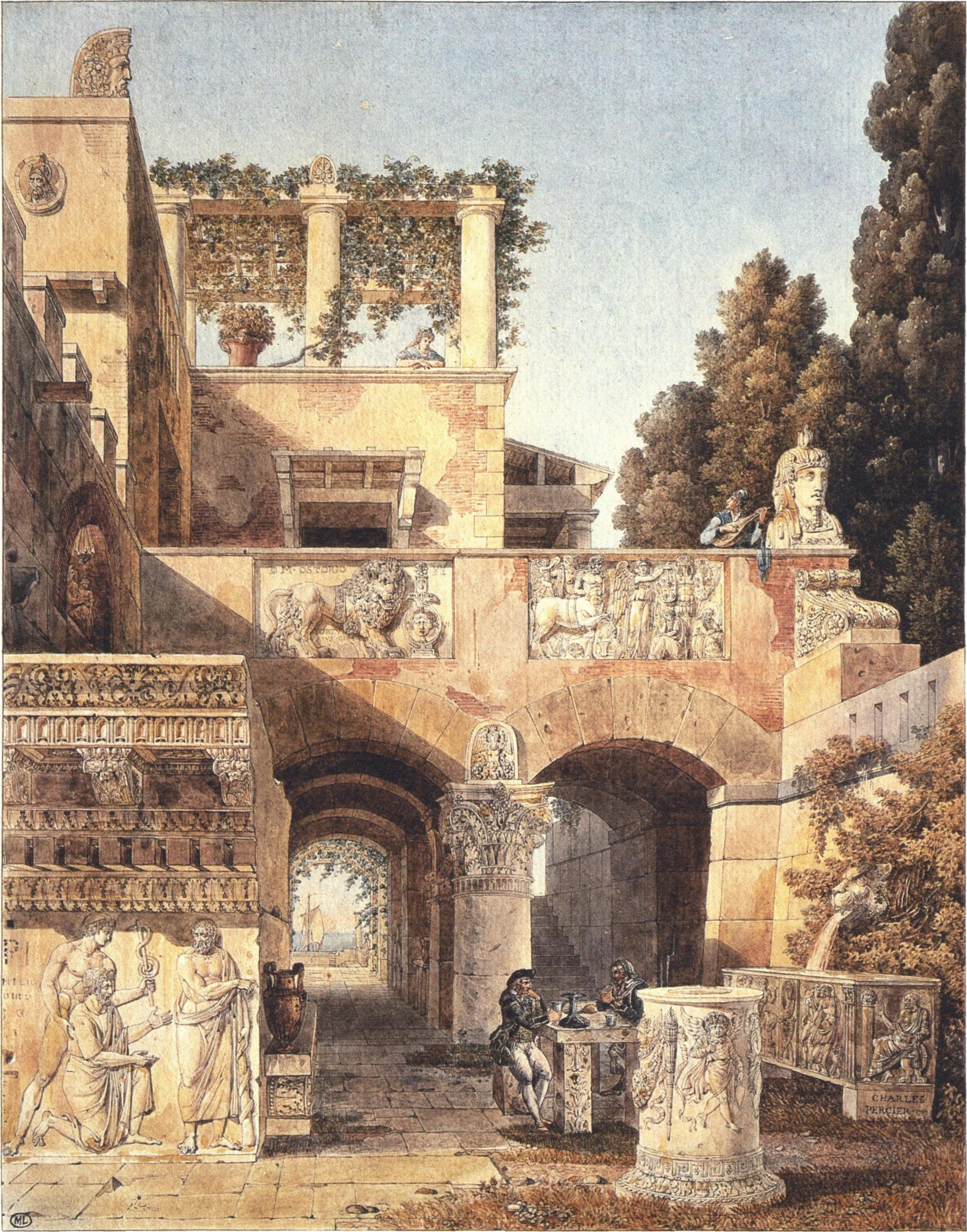
Вид римского дома. 1792. Бумага, перо, тушь, акварель. Лувр, Париж
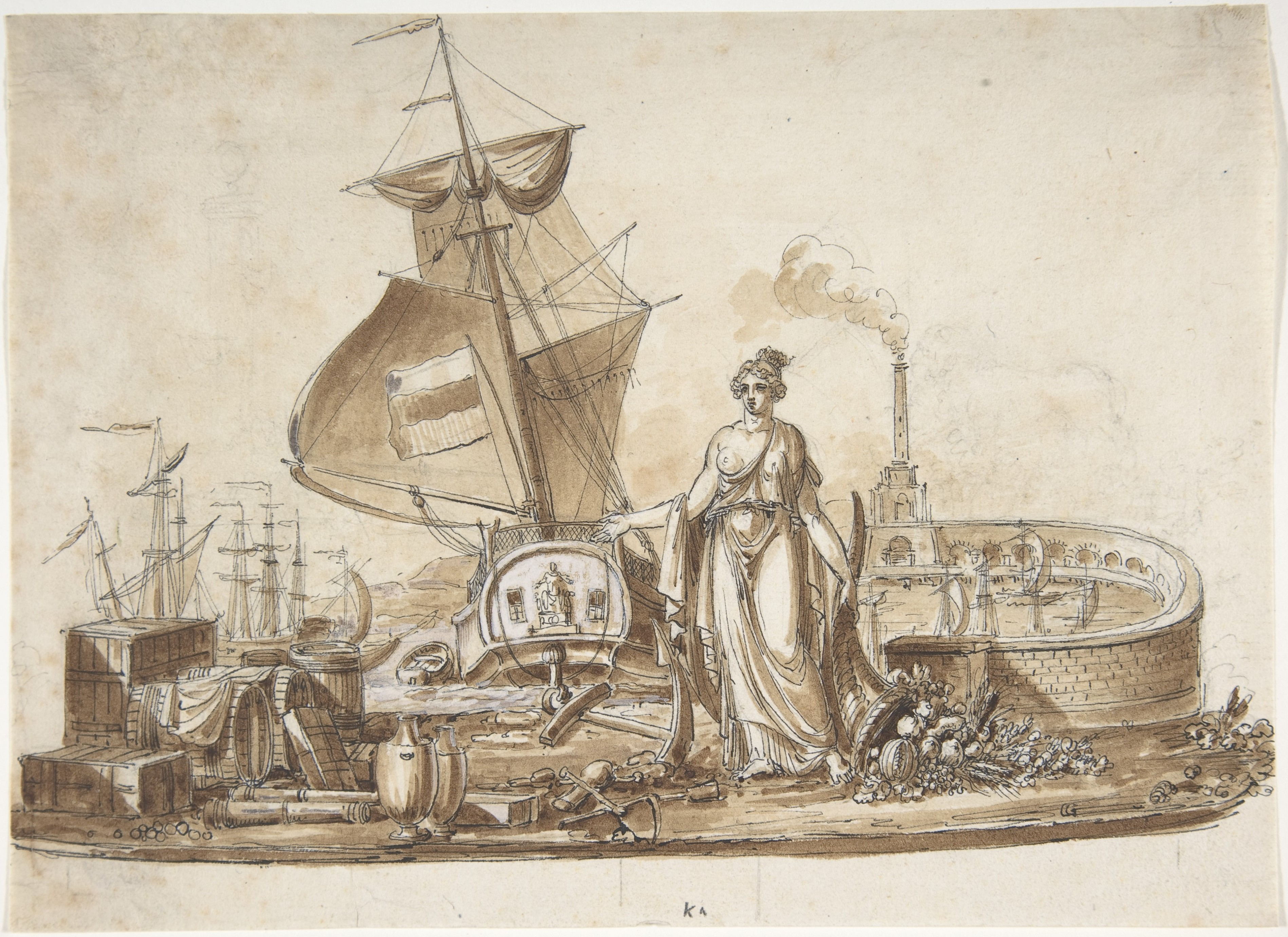
Аллегория мореплавания. Бумага, перо, кисть, тушь, белила. Метрополитен-музей, Нью-Йорк
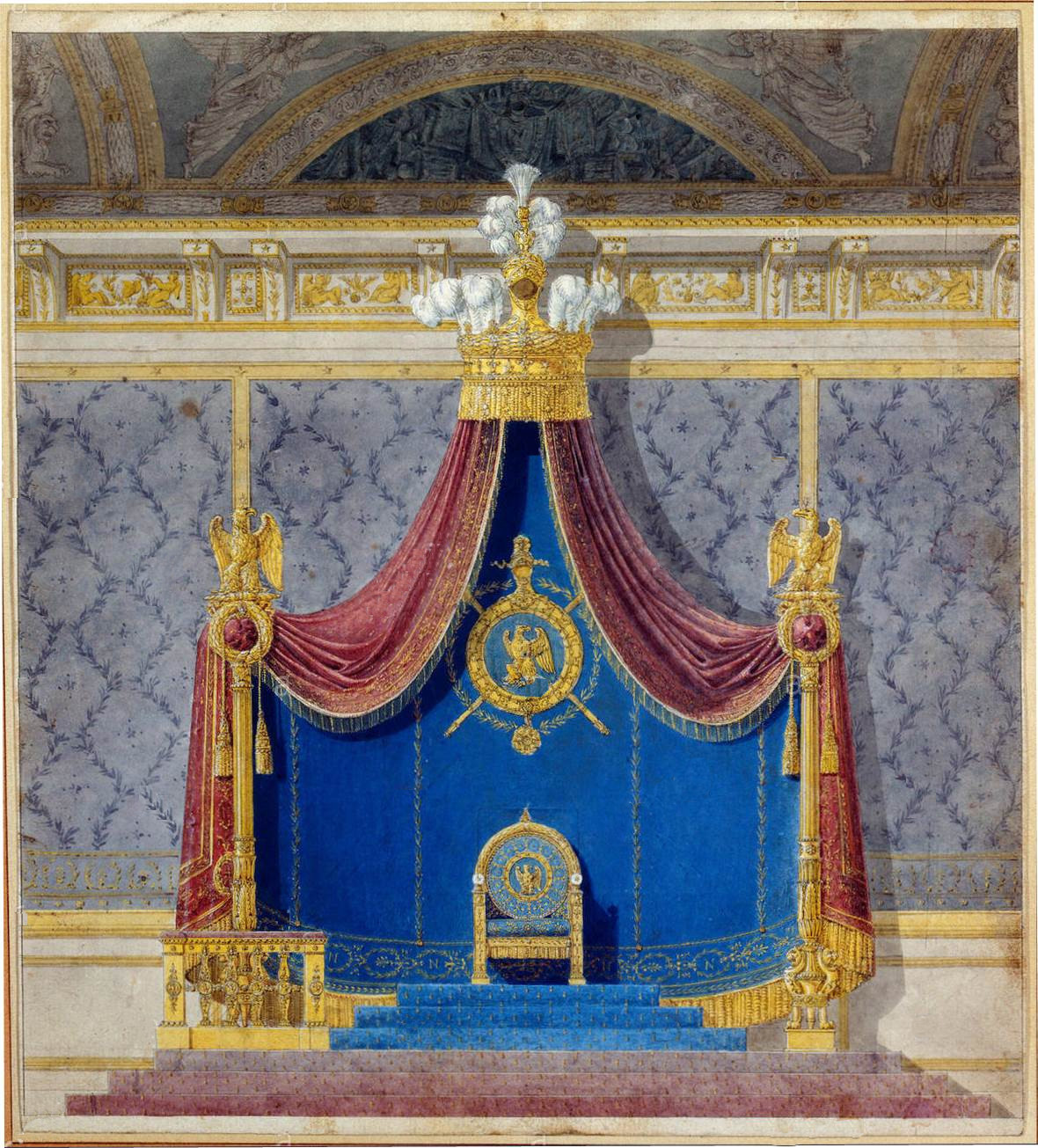
Ш. Персье и П. Фонтен. Проект тронного зала в Тюильри. 1804
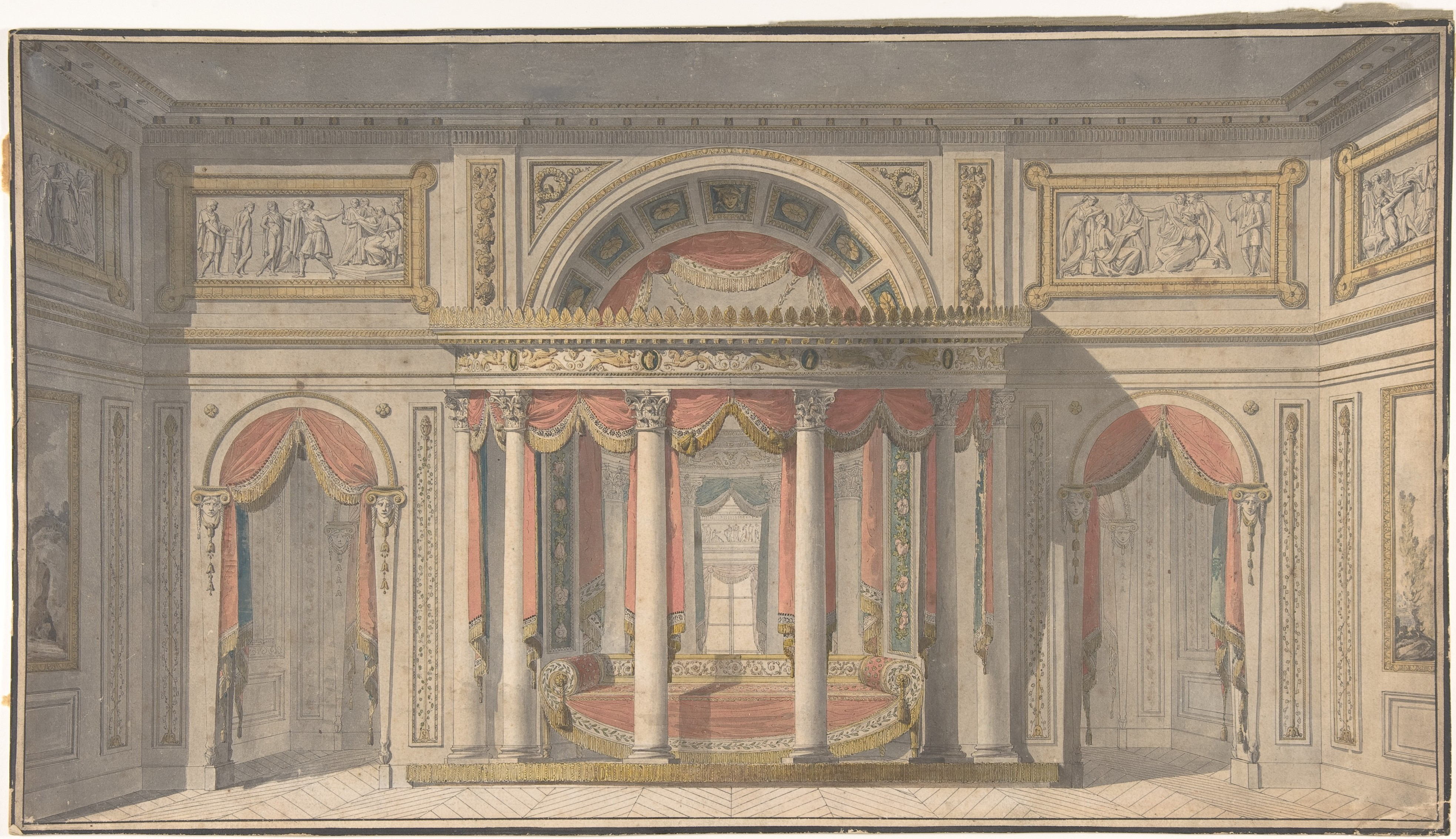
Проект спальни. 1800-е гг. Бумага, перо, кисть, тушь, акварель. Метрополитен-музей, Нью-Йорк
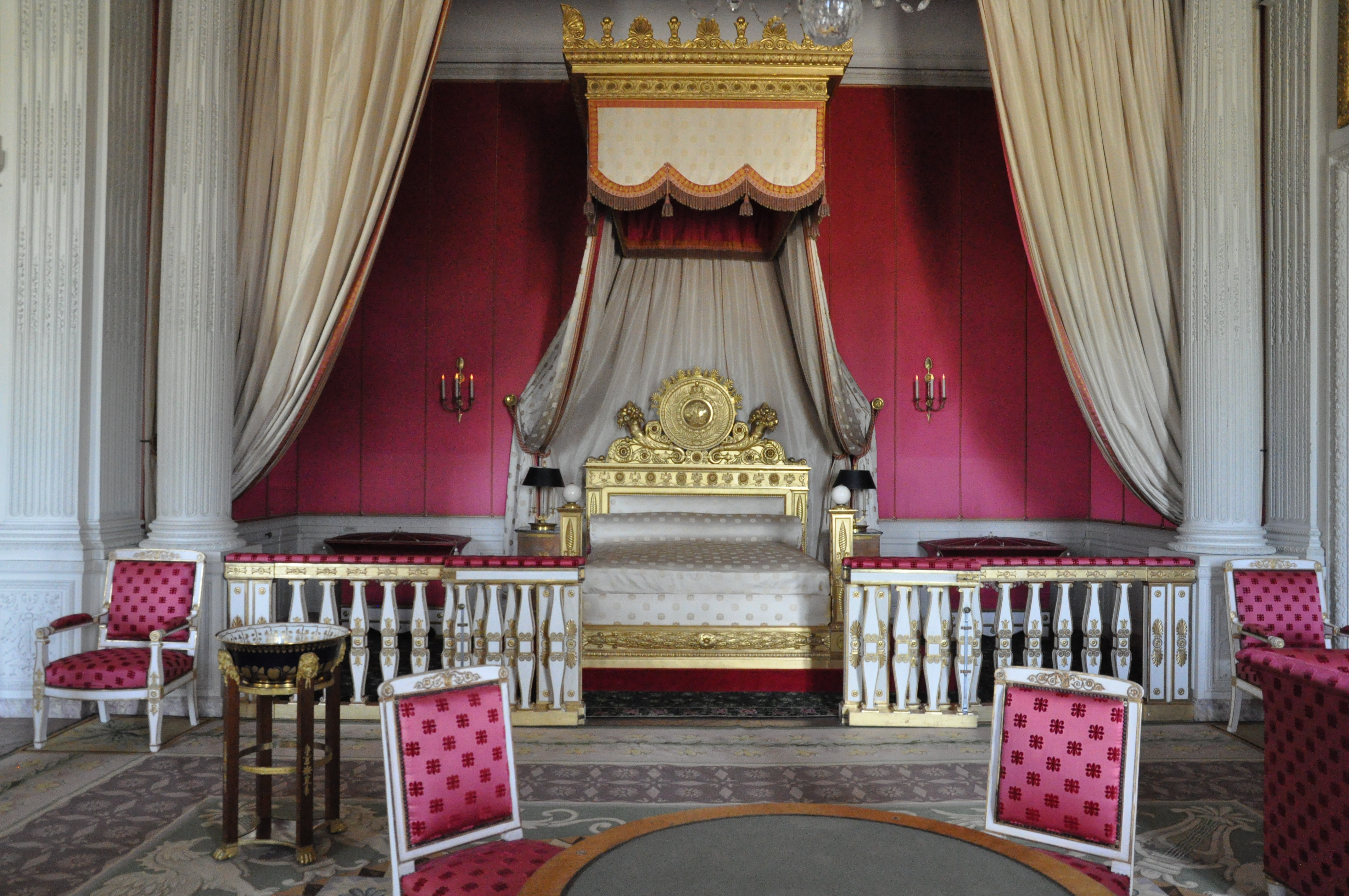
Спальня. Большой Трианон, Версаль
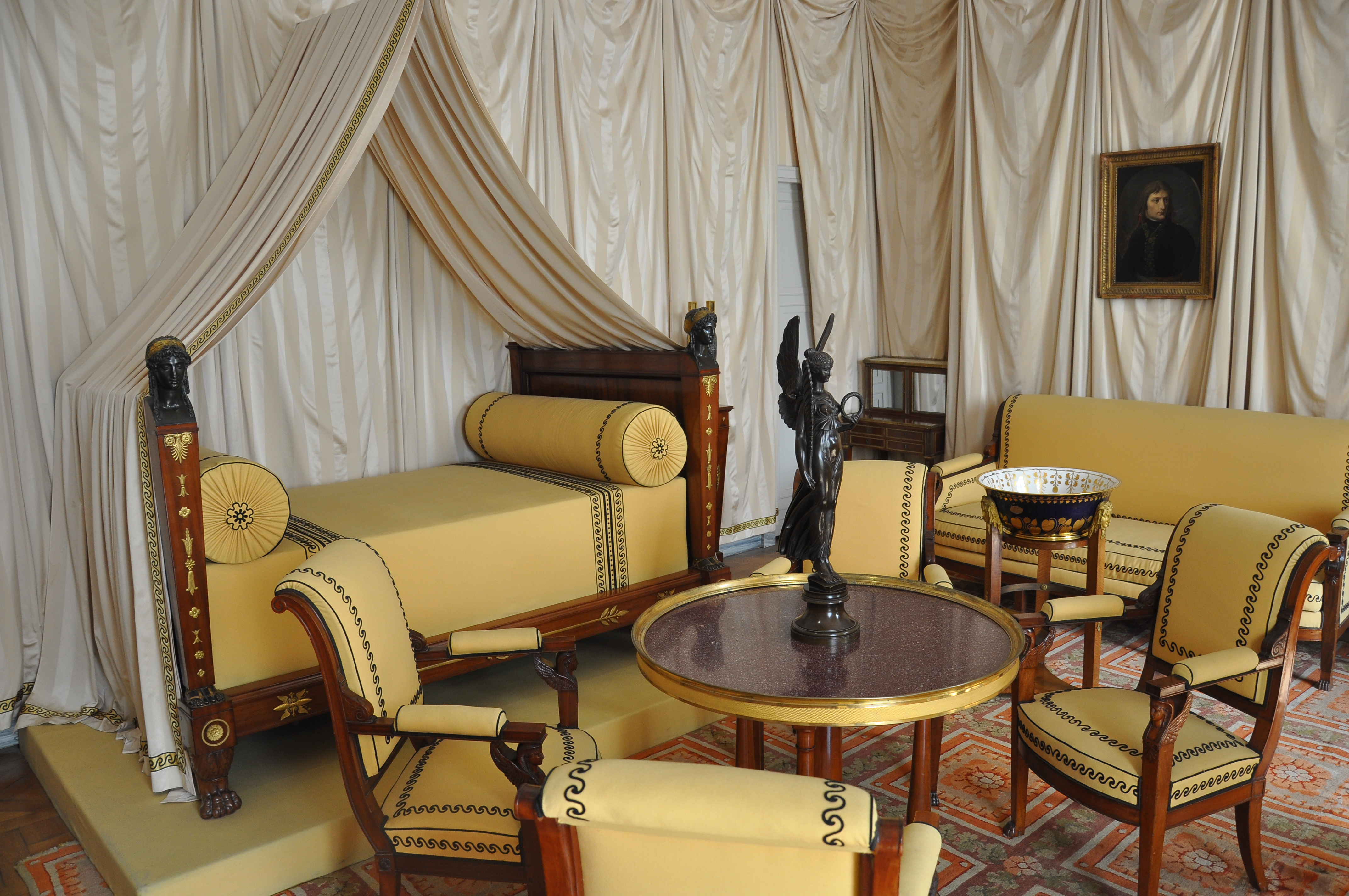
Жёлтая спальня. Мальмезон
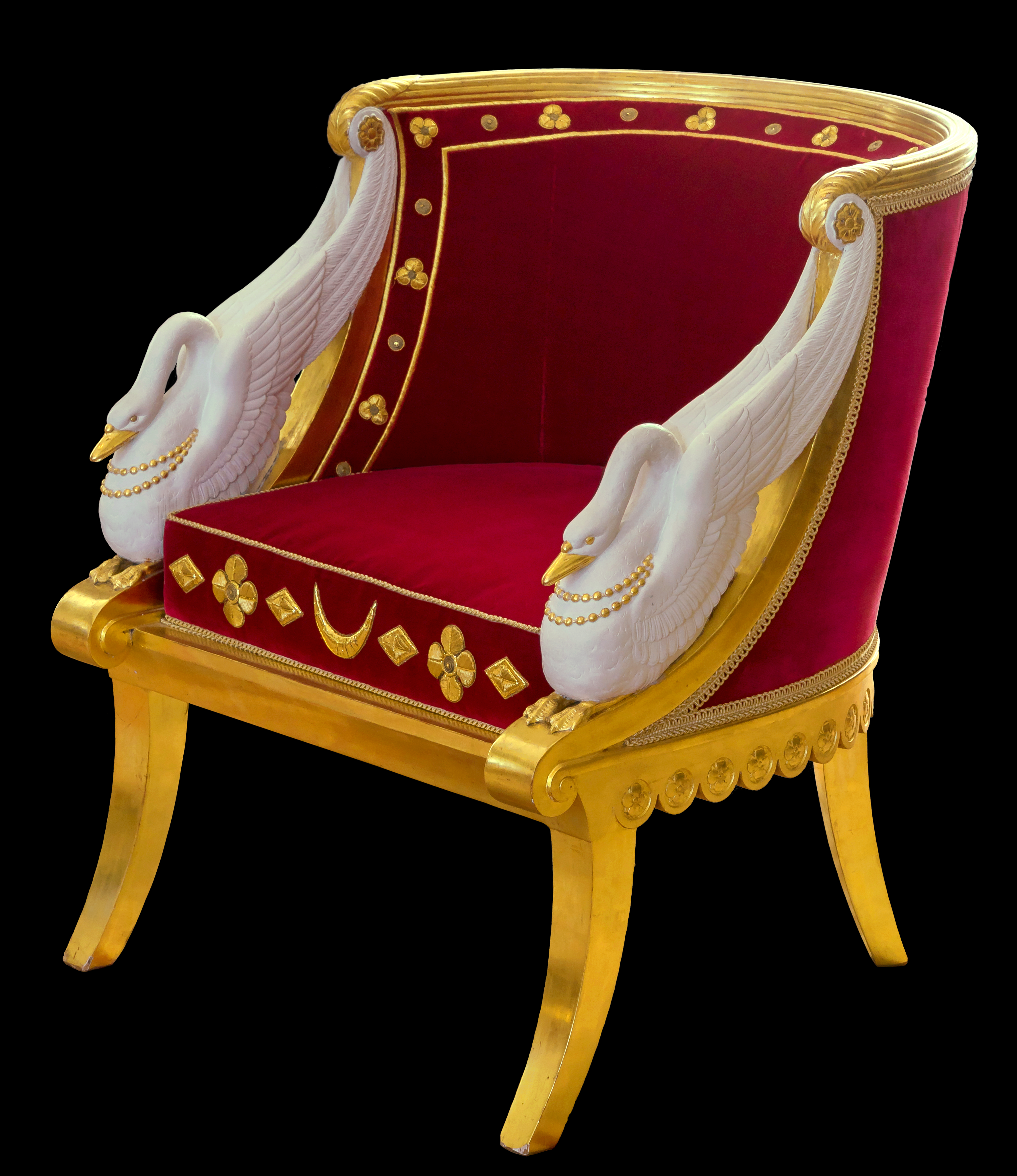
Кресло императрицы Жозефины. Ж. Жакоб по рисунку Ш. Персье. Ок. 1804. Дворец Мальмезон
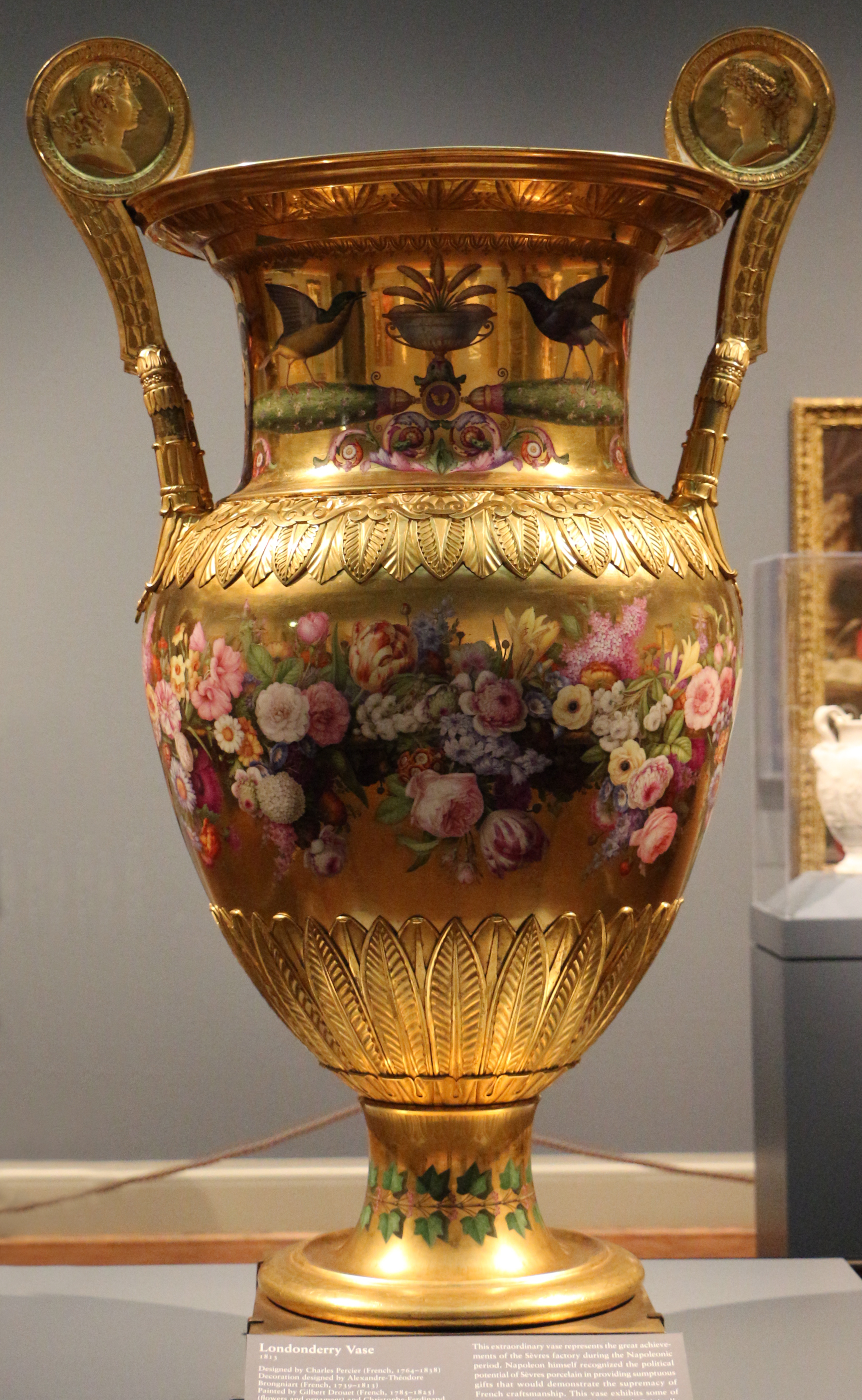
«Ваза Лондондерри». 1813. По рисунку Ш. Персье. Роспись Ж. Дрюэ и К.-Ф. Карон. Фарфор. Севрская мануфактура
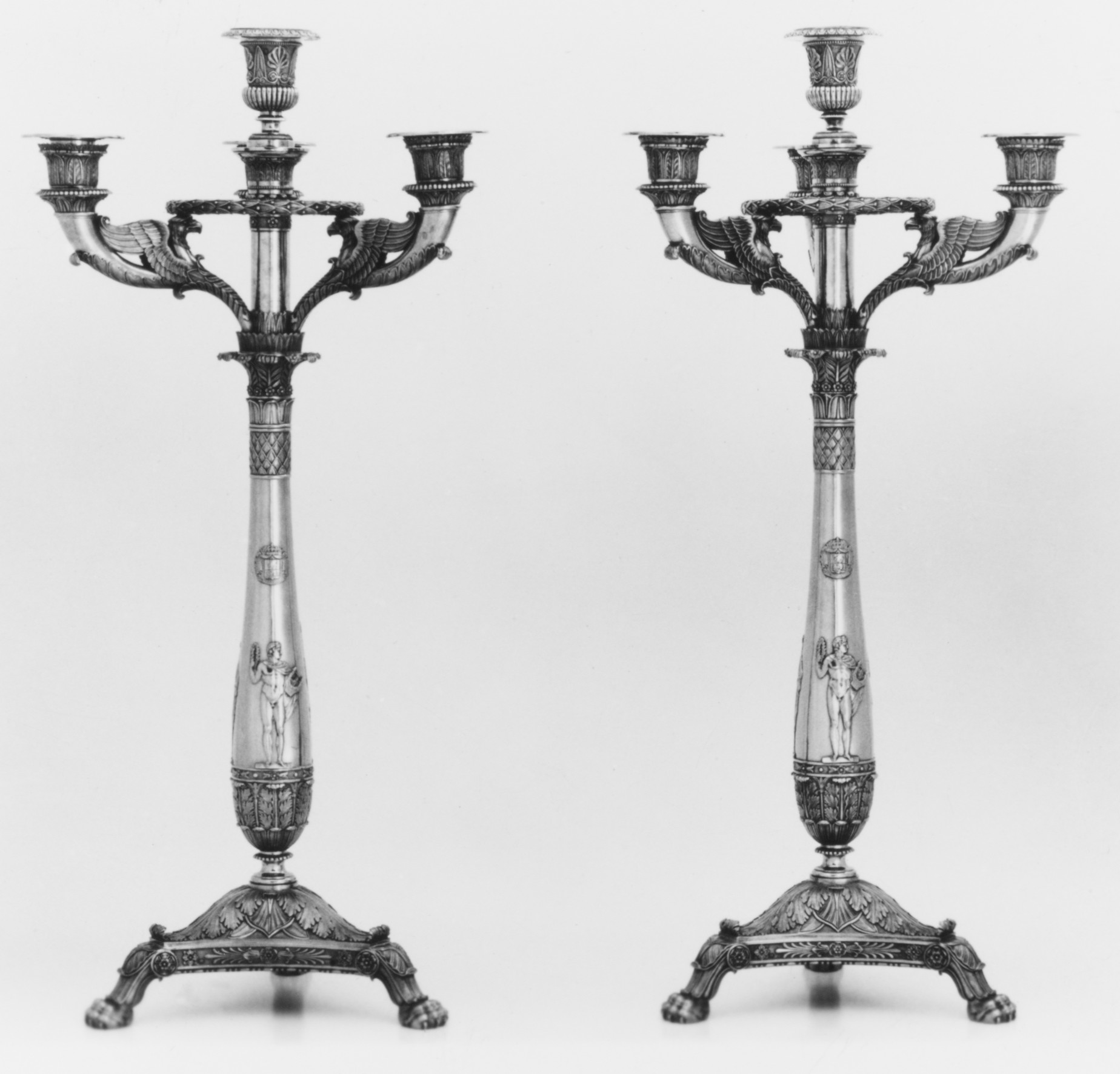
Канделябры. Между 1794 и 1814. Серебро. Метрополитен-музей, Нью-Йорк